# Teco Padaratz
Flávio Padaratz, mais conhecido como Teco Padaratz (Blumenau, 19 de abril de 1971) é um surfista e ator brasileiro, bicampeão mundial do World Men's Qualifying Series (WQS). Hoje faz parte da banda 5/11, onde é vocalista.
Irmão do também surfista Neco Padaratz, é considerado um dos maiores ídolos do surfe brasileiro. Começou a carreira de surfista na cidade de Balneário Camboriú, onde morou por alguns anos antes de se mudar para Florianópolis, onde mora atualmente. Depois de pegar ondas com uma prancha de isopor de seu amigo Val, ganhou a primeira prancha de surfe de seus pais.

## Filmografia

### Televisão
- 2017 - Juacas - Cezinha